# Jack Caffery
Jack Caffery, född 21 maj 1879, död 12 februari 1919, var en friidrottare från Kanada. Han deltog vid olympiska sommarspelen 1908.